# Nous voulons un enfant
Pour plus de détails, voir Fiche technique et Distribution.
Nous voulons un enfant (titre original : Vi vil ha' et barn, en Belgique : Ainsi commence la vie) est un film danois réalisé par Alice O'Fredericks et Lau Lauritzen Jr., sorti en 1949.
Il a rencontré un grand succès auprès du public scandinave et a réalisé 2 924 480 entrées en France en 1950. 

## Synopsis
Le film, sous-titré « Le plus jeune acteur du monde dans une scène unique celle de sa naissance », est une chronique sociale.

## Fiche technique
- Titre original : Vi vil ha' et barn
- Titre anglais : We Want a Child!
- Titre belge : Ainsi commence la vie
- Réalisation : Alice O'Fredericks et Lau Lauritzen Jr.
- Scénario : Leck Fischer d'après une pièce de Ib Freuchen et Grete Frische
- Production :  ASA Film
- Image : Rudolf Frederiksen
- Affiche : Vincent Cristellys[2]
- Musique : Sven Gyldmark
- Montage : Marie Ejlersen
- Durée : 97 minutes
- Dates de sortie : 
  - 5 septembre 1949 : ( Danemark)
  - 22 novembre 1959 : ( France)

## Distribution
- Ruth Brejnholm : Bruden Else
- Jørgen Reenberg (en) : Brudgommen
- Maria Garland (en)
- Grethe Thordahl (en)
- Preben Lerdorff Rye (en)
- Jeanne Darville (en)
- Betty Helsengreen (en)
- Else Jarlbak (en)
- Karen Berg
- Alma Olander Dam Willumsen
- Berit Erbe